# Maladies de la patate douce
Les maladies de la patate douce (Ipomoea batatas (L.) Lam.) sont nombreuses et peuvent affecter les plants en phase de culture, mais aussi les tubercules stockés. Elles sont causées par des agents pathogènes très divers : bactéries, champignons, protistes, virus, phytoplasmes, etc., par des désordres physiologiques ou par des facteurs environnementaux. Bien que la plupart soient largement répandues, les dommages qu’elles provoquent sont variables.

## Maladies virales
Les virus sont la principale menace à laquelle doit faire face la culture de la patate douce. Ils se transmettent entre plantes par des insectes vecteurs piqueurs-suceurs de sève, mais également par les tubercules et les boutures utilisées pour la plantation.
Au niveau mondial on connaît au moins 20 virus qui infectent la patate douce soit individuellement, soit sous forme d’infections combinées (complexes de virus).
Parmi les virus les plus fréquents, on peut citer :
- le virus de la marbrure plumeuse de la patate douce (Potyvirus), ou  SPFMV, Sweetpotato feathery mottle virus), est le plus répandu dans la zone tropicale. Il est transmis par des pucerons comme Aphis gossypii, Aphis craccivora, Myzus persicae et Lipaphis erysimi. Il provoque des taches circulaires claires sur les feuilles et des lésions nécrotiques à l’aspect de liège sur les tubercules.

- le virus du rabougrissement chlorotique de la patate douce (Crinivirus), ou  SPCSV (Sweetpotato chlorotic stunt virus), est transmis par des aleurodes (Bemisia tabaci). Il provoque un jaunissement ou une coloration pourpre des feuilles inférieures ainsi qu’un rabougrissement général de la plante et une baisse importante de la production de tubercules.

Ces deux virus, SPCSV et SPFMV, en combinaison sont les agents de la maladie virale de la patate douce connue parfois sous le nom de SPVD (Sweetpotato virus disease).
Parmi les autres virus susceptibles d'affecter les cultures de patate douce, figurent le virus de la marbrure modérée de la patate douce, ou SPMMV,  (Sweetpotato mild mottle virus), le virus latent de la patate douce, ou SPLV  (Sweetpotato latent virus), le virus des taches chlorotiques de la patate douce ou SPCFV  (Sweet potato chlorotic fleck virus), le virus G de la patate douce, ou SPVG  (Sweetpotato virus G), et le virus de l'enroulement de la patate douce ou SPLCV  (Sweet potato leaf curl viru).
Compte tenu de la multiplication par voie végétative de la patate douce, l'infection par les virus tend à se généraliser au fil des générations. 
Il est donc nécessaire de renouveler périodiquement le matériel végétal destiné à la plantation. La culture in vitro, comme c'est le cas aussi pour la pomme de terre, est le moyen de produire des plants exempts de virus.

## Maladies à phytoplasmes
Chez la patate douce, la maladie de la petite feuille est provoquée par une espèce de phytoplasmes, Candidatus Phytoplasma aurantifolia. Cette maladie se manifeste par un jaunissement des nervures des feuilles, puis progressivement, les nouvelles feuilles cessent de croître et restent plus petites que la taille normale. Les feuilles malades présentent un aspect chlorotique de couleur jaunâtre. La maladie se transmet soit par des boutures infectées, soit par des insectes vecteurs (des cicadelles).
La lutte contre cette maladie passe par la prévention (utilisation de boutures saines, élimination des insectes vecteurs à l'aide d'insecticides) et par prophylaxie (élimination complète au champ des plants malades).

## Maladies bactériennes
Plusieurs maladies bactériennes sont susceptibles d'affecter les cultures de patate douce dans le monde et peuvent provoquer des dommages économiques importants. c'est le cas notamment de la pourriture bactérienne des racines et des tiges due à Dickeya dadantii (synonyme : Erwinia chrysanthemi), du flétrissement bactérien dû à Ralstonia solanacearum, maladie importante dans le sud de la Chine,  et de la gale des tubercules, due à Streptomyces ipomoeae (en), maladie présente dans certaines zones des États-Unis et du Japon.

La lutte contre ces maladies se fait par une bonne hygiène des cultures et par le recours à des variétés résistantes.

## Maladies fongique

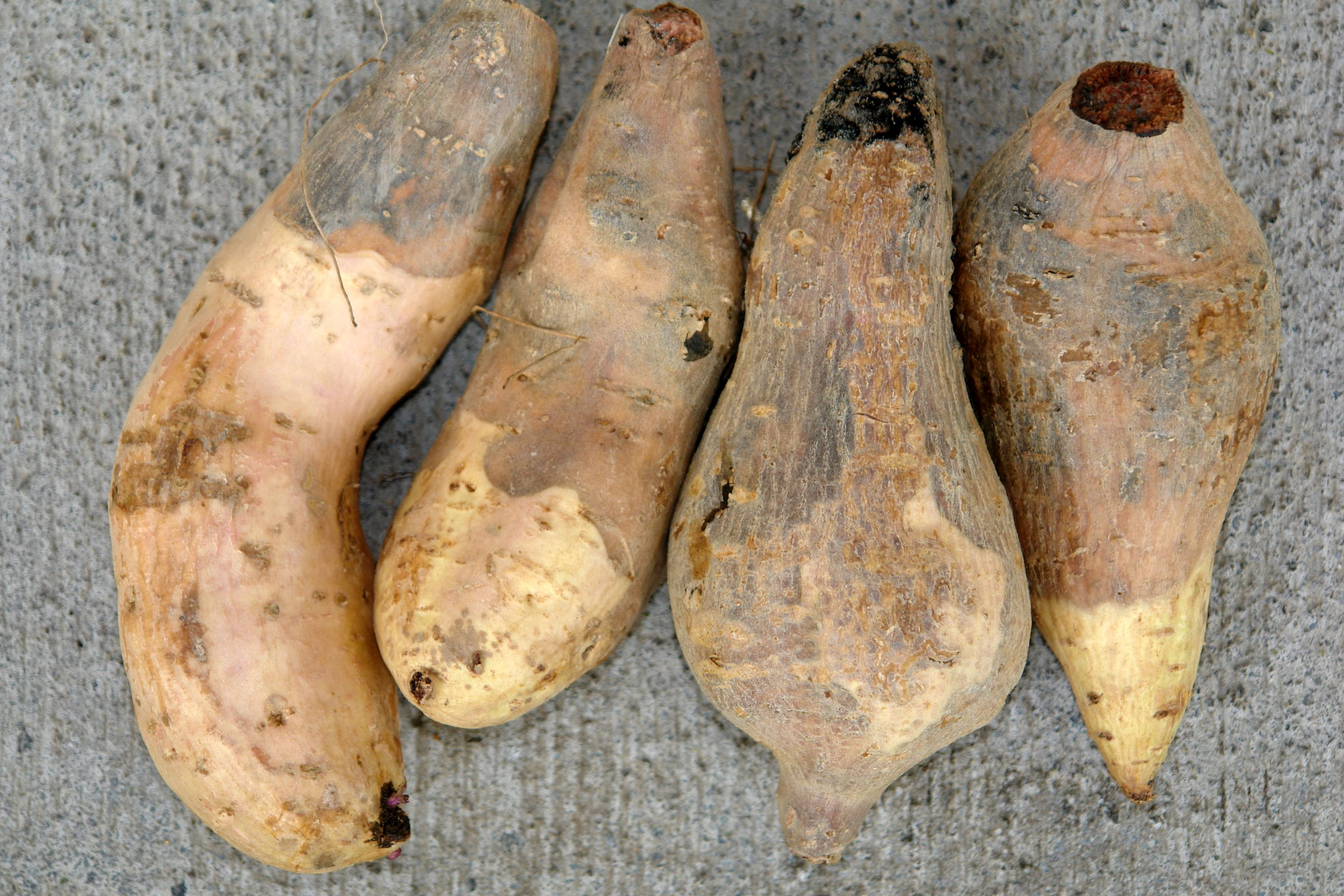
Tubercules affectés par la pourriture noire de Java.

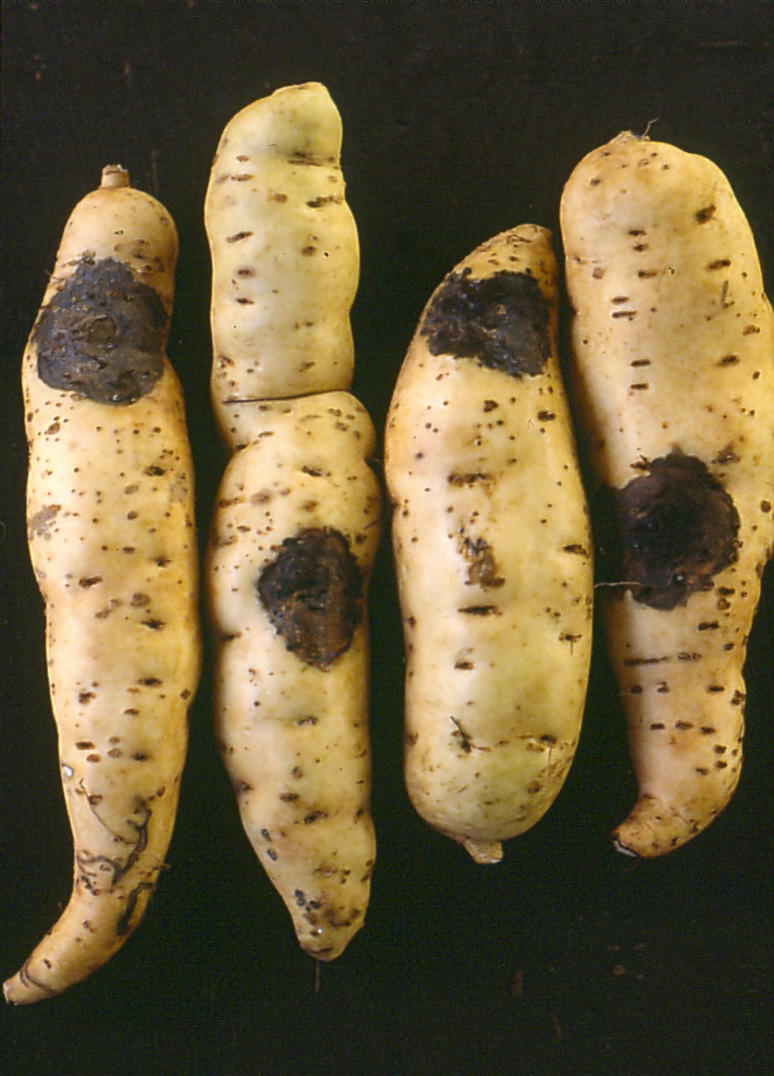
Symptômes de pourriture noire due à Ceratocystis fimbriata sur des tubercules de patate douce.

Les principales maladies fongiques qui affectent les cultures de patates douces sont :
- la fusariose vasculaire due à Fusarium oxysporum f. sp. batatas, qui peut anéantir une culture en peu de temps ou même après la récolte endommager les tubercules en phase de stockage. Une gestion de l’hygrométrie du sol rigoureuse pendant la culture est indispensable pour éviter le problème. La culture de patate douce est déconseillée sur des parcelles antérieurement infestées par cette maladie[1].
- la gale de la patate douce (ou leaf scab en anglais), due à Elsinoe batatas (syn.  Sphaceloma batatas). Les symptômes, visibles surtout sur les parties jeunes de la plante, sont des feuilles déformées et des taches de rouille sur les pétioles et les nervures.
- l'alternariose due à Alternaria bataticola[2] ;
- les taches foliaires à Phomopsis (Phomopsis ipomoea-batatas) ;
- les taches foliaires à  Phyllosticta (Phyllosticta batatas) ;
- les taches foliaires (taches brunes) dues à Mycosphaerella ipomoeaecola[4] ;
- la déformation chlorotique des feuilles (Fusarium lateritium) ;
- le flétrissement fusarien (Fusarium oxysporum f. sp. batatas) ;
- Rouille blanche de la patate douce, Albugo ipomoeae-panduratae ;
- la pourriture violette des racines (Helicobasidium mompa) ;
- la brûlure sclérotique et la tache circulaire (Sclerotium rolfsii) ;
- la pourriture noire due à Ceratocystis fimbriata, qui pénètre par les blessures des racines et des tiges. Elle fait partie des pourritures dues à des germes telluriques et susceptibles de détériorer les tubercules avant la récolte ou pendant le stockage.

Parmi les maladies affectant les tubercules en phase de stockage, les principales sont :
- la pourriture molle (Rhizopus stolonifer), qui est la plus destructrice ;
- la pourriture des racines (Plenodomus destruens) ;
- la pourriture noire de Java, causée par une espèce de champignons ascomycètes, Diplodia gossypina (syn. Lasiodiplodia theobromae), qui affecte les tubercules entreposés qui virent au brun, puis au noir[5].
- la pourriture charbonneuse (Macrophomina phaseolina).